# Мейер, Михаэла
Михаэла Мейер (швед. Michaela Meijer, род. 30 июля 1993, Гётеборг) — шведская прыгунья с шестом, участница летних Олимпийских игр 2016 и 2020 годов. Двукратная чемпионка Швеции (2009, 2017). Трёхкратная чемпионка Швеции в помещении (2016, 2021, 2023). Обладательница национального рекорда — 4,83 м (2020).

## Биография и карьера
Дебютировала на международной арене в 2009 году. В 2016 году на своей дебютной Олимпиаде не прошла в финал соревнований, заняв в квалификации 17 место.
В 2009 и 2017 годах выигрывала чемпионат Швеции.
В 2016 и 2021 годах выигрывала чемпионат Швеции в помещении.
Четырёхкратный серебряный призёр чемпионата Швеции (2010, 2014, 2015, 2016), двукратный серебряный призёр чемпионата Швеции в помещении (2012, 2015), бронзовый призёр чемпионата Швеции 2011, бронзовый призёр чемпионата Швеции в помещении 2014.

## Основные результаты
| Год  | Соревнования                    | Место проведения         | Место    | Результат |
| ---- | ------------------------------- | ------------------------ | -------- | --------- |
| 2009 | Чемпионат мира среди юношей     | Брессаноне, Италия       | 2        | 4,10 м    |
| 2010 | Чемпионат мира среди юниоров    | Монктон, Канада          | 13       | NM        |
| 2011 | Чемпионат Европы среди юниоров  | Таллин, Эстония          | 13 (кв.) | 4,00 м    |
| 2015 | Чемпионат Европы в помещении    | Прага, Чехия             | 9 (кв.)  | 4,55 м    |
| 2015 | Чемпионат Европы среди молодёжи | Таллин, Эстония          | 2        | 4,50 м    |
| 2015 | Чемпионат мира                  | Пекин, Китай             | 14       | NM        |
| 2016 | Чемпионат Европы                | Амстердам, Нидерланды    | 5        | 4,55 м    |
| 2016 | Летние Олимпийские игры         | Рио-де-Жанейро, Бразилия | 17 (кв.) | 4,45 м    |
| 2017 | Чемпионат Европы в помещении    | Белград, Сербия          | 5        | 4,55 м    |
| 2017 | Чемпионат мира                  | Лондон, Великобритания   | —        | NM        |
| 2019 | Чемпионат Европы в помещении    | Глазго, Великобритания   | 8        | 4,45 м    |
| 2019 | Чемпионат мира                  | Доха, Катар              | 25 (кв.) | 4,35 м    |
| 2021 | Чемпионат Европы в помещении    | Торунь, Польша           | 9        | 4,35 м    |
| 2021 | Летние Олимпийские игры         | Токио, Япония            | 16 (кв.) | 4,40 м    |
| 2023 | Чемпионат Европы в помещении    | Стамбул, Турция          | 7        | 4,45 м    |
| 2023 | Чемпионат мира                  | Будапешт, Венгрия        | 17 (кв.) | 4,50 м    |